# Daniel Valladares (boxeador)
Ángel Daniel Valladares Pérez (Monterrey, Nuevo León, año 1995) es un boxeador mexicano, quien ha ostentado el peso mini mosca FIB desde julio de 2022 hasta octubre de 2023.

## Carrera
Valladares hizo su debut profesional contra Carlos Bernal el 14 de febrero de 2014. Ganó la pelea por decisión unánime. Amasó un récord de 12-1 durante los siguientes tres años, antes de ser reservado para enfrentar a Juan Guadalupe Muñoz Vázquez por el título vacante de peso mosca ligero plateado juvenil del CMB el 4 de agosto de 2017. Hizo su primera defensa del título contra Erick Zamora, quien luego perdió el peso. y no fue elegible para el cinturón el 17 de marzo de 2018. Retuvo su título por nocaut técnico en el cuarto asalto. Hizo su segunda defensa del título contra Adrián Curiel Domínguez el 2 de junio de 2018. Retuvo el título por decisión unánime, con puntuaciones de 95–94, 98–91 y 95–94.
Valladares se enfrentó al invicto Gilbert González el 9 de febrero de 2019, en su primera pelea del año. Ganó la pelea por decisión unánime, con puntuaciones de 98–90, 98–92 y 99–93. Valladares se enfrentará a continuación al ex campeón de peso mínimo de la OMB, Merlito Sabillo, en una pelea de ocho asaltos el 13 de abril de 2019. Ganó la pelea por nocaut técnico en el séptimo asalto. La pelea fue detenida por consejo del médico de primera fila, debido a un corte encima del ojo izquierdo de Sabillo. Valladares se enfrentó a otro oponente invicto, Christian Araneta, el 7 de septiembre de 2019 en una eliminatoria por el título de peso mini mosca de la FIB. Ganó la pelea por nocaut en el cuarto asalto, ya que Araneta se retiró de la pelea al final del asalto.

### Valladares vs. Taduran
Valladares desafió al actual campeón de peso mini mosca de la FIB, Pedro Taduran, el 1 de febrero de 2020, en la Expo Jardín Cerveza en Guadalupe, Nuevo León. La pelea por el título estaba programada como el evento principal de una cartelera promocionada por Promociones Zanfer. Taduran retuvo el título por decisión técnica en el cuarto asalto, con dos jueces puntuando la pelea 38-38, mientras que el tercer juez anotó la pelea 39-37 para Valladares. La pelea se detuvo debido a un corte encima del ojo derecho de Valladares, provocado por un choque accidental de cabezas.

### Segunda edición del título
Después de no poder capturar el título, Valladares fue amonestado para enfrentar a Hugo Hernández Aguilar el 22 de agosto de 2020. Sufrió su segunda derrota profesional, ya que Aguilar ganó la pelea por decisión unánime. Valladares sufrió otra derrota, una decisión mayoritaria ante Mario Gutiérrez Gómez el 19 de diciembre de 2020, antes de recuperarse con una victoria por nocaut en el cuarto asalto contra Abraham Manríquez González el 5 de marzo de 2021. Luego, estaba programado que Valladares se enfrentara a Julián Yedras el 14 de mayo de 2021. Ganó la pelea por nocaut técnico en el tercer asalto. Valladares se enfrentó a José Javier Torres el 4 de septiembre, en el Parque La Ruina en Hermosillo, Sonora, en el evento principal de una cartelera de transmisión de TV Azteca. Ganó la pelea por decisión unánime, con puntuaciones de 95–94, 97–94 y 96–93.

### Campeón de peso mini mosca de la FIB

#### Valladares vs. Cuarto
Se esperaba que Valladares desafiara al actual campeón de peso mini mosca de la FIB, René Mark Cuarto, el 27 de mayo de 2022 en Monterrey, México, en lo que sería la segunda defensa del título de Cuatro. Sin embargo, la pelea fue cancelada más tarde por razones no reveladas. La pelea fue reprogramada posteriormente para el 1 de julio de 2022 y tuvo lugar en el mismo recinto. Valladares ganó la pelea por decisión dividida. Dos jueces calificaron la pelea 116-111 y 115-112 a su favor, mientras que el tercer juez anotó la pelea 114-113 para Cuatro. A Cuatro se le descontó un punto en el décimo asalto, por cinta suelta en el guante.

#### Valladares vs. Shigeoka
Poco después de ganar el título de la FIB, Valladares y su equipo se ofrecieron a enfrentar al campeón minimosca (regular) de la AMB, Erick Rosa, en una pelea de unificación del título. Rosa aceptó y canceló su primera defensa del título contra Carlos Ortega sólo unas horas antes de lo previsto. Estos planes fracasaron más tarde por razones no reveladas y Valladares fue reservado para hacer su primera defensa del título de la FIB contra el invicto Ginjiro Shigeoka. La pelea tuvo lugar en la cartelera de la pelea por el campeonato de peso mosca ligero entre Masataka Taniguchi y Melvin Jerusalem el 6 de enero de 2022, en el Gimnasio de la Prefectura de Osaka en Osaka, Japón. La pelea fue detenida en el tercer asalto, después de que un choque accidental de cabezas dejó a Valladares incapaz de continuar peleando, y fue declarada sin competencia. Los tres jueces tenían la pelea con una puntuación de 19-19 en el momento de la detención.

#### Valladares vs. Shigeoka II
Se esperaba que Valladares hiciera su segunda defensa del título contra Shigeoka el 11 de agosto de 2023 en el EDION Arena Osaka en Osaka, Japón. Aunque la pelea por el campeonato fue una revancha inmediata para Valladares, Shigeoka había capturado el título interino de peso minimosca de la FIB mientras tanto, con un nocaut en el noveno asalto sobre René Mark Cuarto cuatro meses antes. El combate se pospuso más tarde para el 7 de octubre, ya que Shigeoka sufrió una lesión en la pierna durante el entrenamiento. Shigeoka ganó la pelea por nocaut técnico en el quinto asalto.